# Anne Willem van Holthe tot Echten (1884-1967)
Anne Willem van Holthe tot Echten (Echten, 28 september 1884 - Echten, 19 juli 1967) was een Nederlandse burgemeester.

## Leven en werk

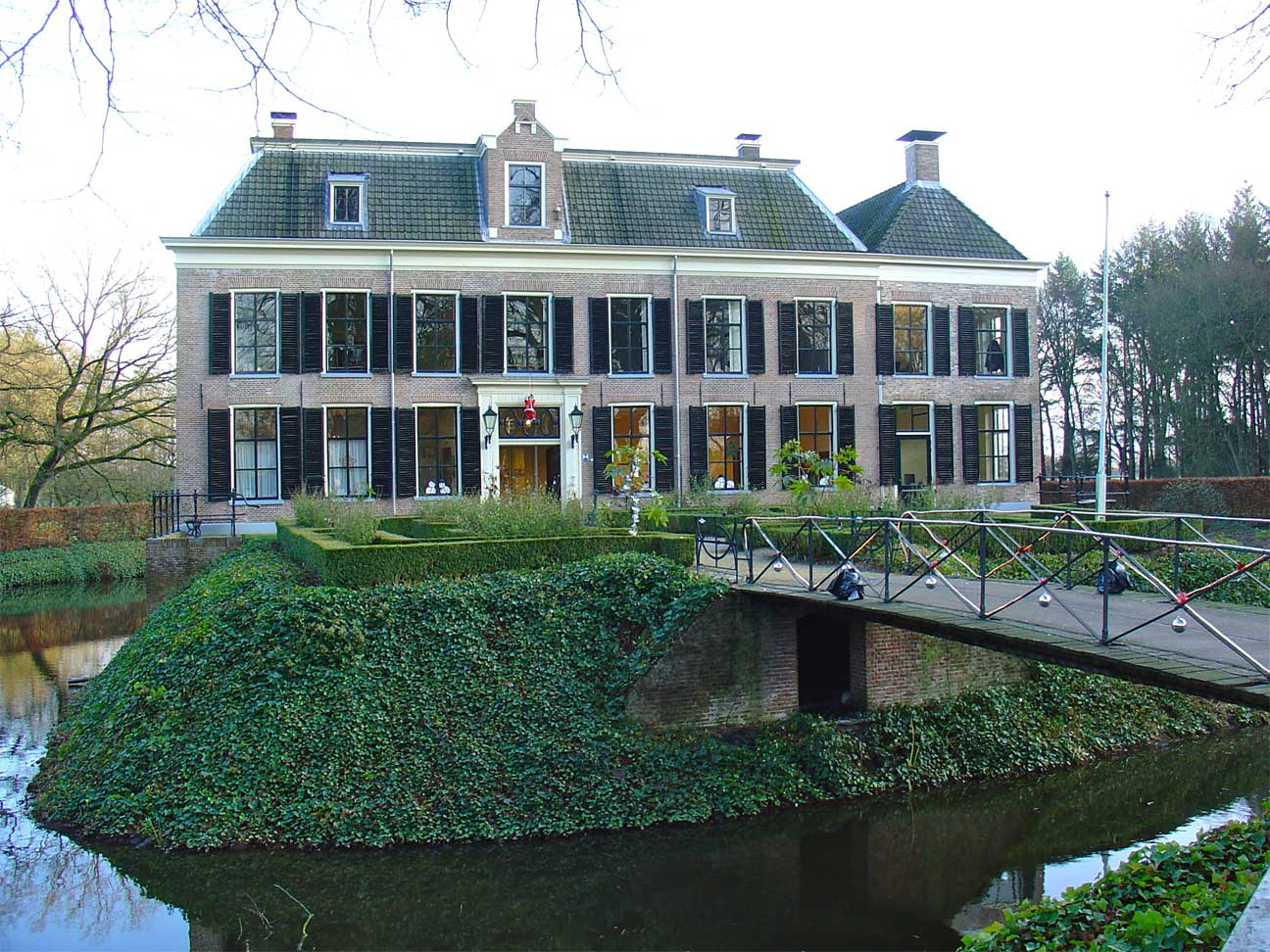
Het Huis te Echten de residentie van Anne Willem van Holthe tot Echten

Jhr. Van Holthe tot Echten was een zoon van de burgemeester van Ruinen Hendrik Gerard van Holthe tot Echten en Henriette Christina Dido Cecilia van Holthe tot Echten. Hij trouwde in 1915 met Emilie Adrienne Greven. In oktober 1916 volgde hij zijn vader op als burgemeester van Ruinen. Hij was burgemeester van Ruinen tot 1945. Vader en zoon hebben gedurende 67 jaar deze functie vervuld. Hij erfde het Huis te Echten, dat hij, net als zijn vader deed, gebruikte als ambtswoning. Van Holthe tot Echten overleed in juli 1967 op 82-jarige leeftijd te Echten. Na het overlijden van zijn weduwe in 1971 werd het Huis te Echten door de erfgenamen verkocht. Deze voormalige havezate was vanaf de middeleeuwen in het bezit geweest van de families Van Echten en Van Holthe tot Echten, die het via de vrouwelijke lijn in 1798 erfde.